# Nkayi (Republik Kongo)
Nkayi ist eine Stadt und eine Gemeinde im Bouenza-Department im Südwesten der Republik Kongo. Die Stadt ist mit etwa 72.000 Einwohnern bei der Volkszählung im Jahre 2007 die viertgrößte Stadt des Landes. Nkayi ist eines der größten Zucker-Produktionszentren der Republik Kongo.

## Transport
Die Kongo-Ozean-Bahn hat eine Station in Nkayi. Außerdem befindet sich etwa fünf Kilometer südlich der Stadt der Yokangassi-Flughafen.

## Geschichte
Die Stadt hieß seit 1887 Jacob, benannt nach einem französischen Ingenieur, der die beste Route für die Kongo-Ozean-Bahn suchen sollte. Als die Stadt 1975 etwa 25.000 Einwohner hatte, wurde sie nach einer Eingeborenensprache in Nkayi umbenannt.